# Licurgo (Nemea)
En la mitología griega Licurgo (en griego Λυκοῦργος Lykoûrgos; esto es, «trabajo de lobo»), también llamado Lico, era el rey de Nemea, y un personaje secundario vinculado al episodio de los siete contra Tebas. En la poesía épica es descrito como un sacerdote de Zeus Nemeo. Apolodoro nos dice que Feres, hijo de Creteo, fundó Feras en Tesalia y engendró a Admeto y Licurgo. Licurgo vivió en Nemea, y casado con Eurídice (o Anfítea) —de la que apena se tienen datos—, engendró a Ofeltes, llamado más tarde Arquémoro. Ningún autor cita a la madre de Licurgo. Pausanias, por su parte, nos dice que en sus tiempos se podía observar un montón de tierra que servía como sepulcro de Licurgo, cerca de un recinto sagrado dedicado a Ofeltes. Se dice que unos piratas recogieron a Hipsípila, la llevaron a Tebas y la vendieron como esclava Licurgo. Cuando por un por un descuido involuntario de Hipsípila una serpiente mató a Ofeltes Adrasto y otros caudillos tuvieron que interceder por Hipsípila para evitar que Licurgo tomara represalias contra ella. Licurgo había sido advertido por un oráculo para que no se pusiera a su hijo en el suelo hasta que aprendiese a caminar. La mención más antigua atestiguada de Licurgo aparece en una tragedia de Eurípides, en donde se nos dice que fue escogido para ser el sacerdote de Zeus Nemeo. En esta versión los caudillos tuvieron que aplacar la cólera de Eurídice, la esposa de Licurgo y madre de Ofeltes, para que no tomara represalias contra Hipsípila, que como es fama trabajaba como nodriza para el infante. En la misma obra se nos dice que Licurgo provenía de "Asopia", al oeste de Nemea. Licurgo también aparece en la Tebaida del poeta latino Estacio, tanto en calidad de rey de Nemea como de sumo sacerdote de Zeus, pero el autor nos dice que Licurgo provenía de Argos y además lo refiere como un Ináquida. No en vano Adrasto, el rey de Argos en ese momento, alega que Licurgo es el antepasado de los siete caudillos que asediarán Tebas.